# Николо-Козинская улица
Николо-Козинская улица — улица в исторической части Калуги, проходит от улицы Кирова к руслу реки Ока. Протяжённость улицы около 1,75 км.

## История
Улица была запланирована на градостроительном плане Калуги 1778 года, прошла по территории прежних городских окраин за Жировским оврагом. Название получила по находившейся на улице Церкви Николая Чудотворца на Козинке (современный адрес — д. 33), построенной в 1775—1779 годах.
С установлением советской власти начальная часть улицы получила наименование в честь Сен-Симона, участок улицы, ведущий к Оке, — проспект Шопена, однако вскоре вся улица была переименована в честь видного деятеля международного коммунистического движения — Клары Цеткин (1857—1933).
Историческое название улице возвращено в 1991 году.
Одноэтажная деревянная частная застройка улицы постепенно сменялась многоэтажной типовой

## Достопримечательности

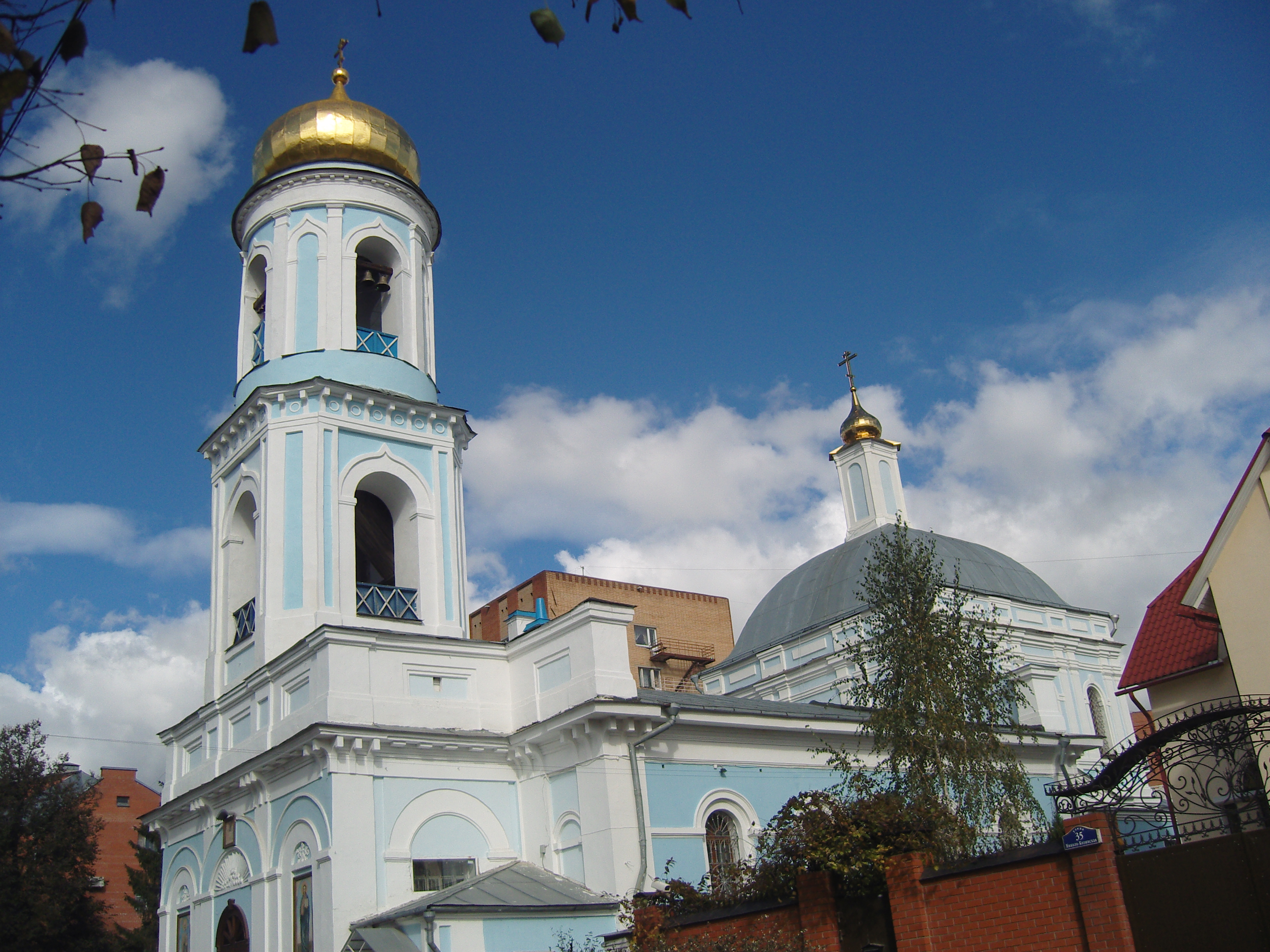
Николо-Козихинская церковь

д. 33 — Церковь Николая Чудотворца на Козинке
д. 112 — Здание тюрьмы

## Известные жители
Валентина Иосифовна Никитина

## Улица в кинематографе
На улице проходили съёмки фильма «Ищу мою судьбу»